# Холивудски ченгета
„Холивудски ченгета“ (на английски: Hollywood Homicide) е американска екшън комедия от 2003 г. на режисьора Рон Шелтън, който е съсценарист със Робърт Суца, и участват Харисън Форд, Джош Хартнет, Лена Улин, Брус Грийнууд, Исая Уошингтън, Лолита Давидович, Кийт Дейвид, Мастър П, Дуайт Йоакам и Мартин Ландау.